# Tender (singel)
Tender är den brittiska alternativa rockgruppen Blurs tjugonde singel, utgiven den 14 februari 1999. Som bäst nådde singeln plats 2 på brittiska topplistan. Detta var första singeln som hämtades från albumet 13. 
Samtliga låtar är skrivna av Albarn/Coxon/James/Rowntree.

## Låtlista
- CD1

1. "Tender"
2. "All We Want"
3. "Mellow Jam"

- CD2

1. "Tender"
2. "French Song"
3. "Song 2"
4. "Song 2" (video)

- Japansk CD

1. "Tender"
2. "Swamp song"
3. "Mellow Jam"
4. "French Song"

- 7"

1. "Tender"
2. "All We Want"